# スズキ・カルタスクレセント
カルタスクレセント（Cultus Crescent ）は、かつてスズキが販売していた乗用車で、世界各国でさまざまなブランド、さまざまな名前で販売された実績を持つ。

## 歴史
カルタスクレセントは1995年1月に日本で発売され、1995年前半に世界市場に投入された。
当初、3ドアハッチバックと4ドアセダンとして、SOHC 16バルブ Gファミリーエンジンを搭載し、1.3Lと1.5Lの形式で、出力は85〜97 PS。1.3Lはハッチバックのみで、99 PSの1.6Lはセダンのみで取り扱われた。最終的に4WDは1.6L車で提供された。これは基本的にスズキ・エスクードと同じエンジンで、出力は115 PSに引き上げられていた。

### 1998年のマイナーチェンジ
スズキは、1998年半ばにカルタスクレセントのスタイルを変更し、カルタス（日本市場のみ）に改名。北米では1999年モデルで切り替えが行われた。

## トリビア
黄色のスズキ・エスティーム（赤いドアが1枚）は、AMCのテレビ番組「ベター・コール・ソウル」でジミー・マッギルの車として使用されていた。

## ギャラリー

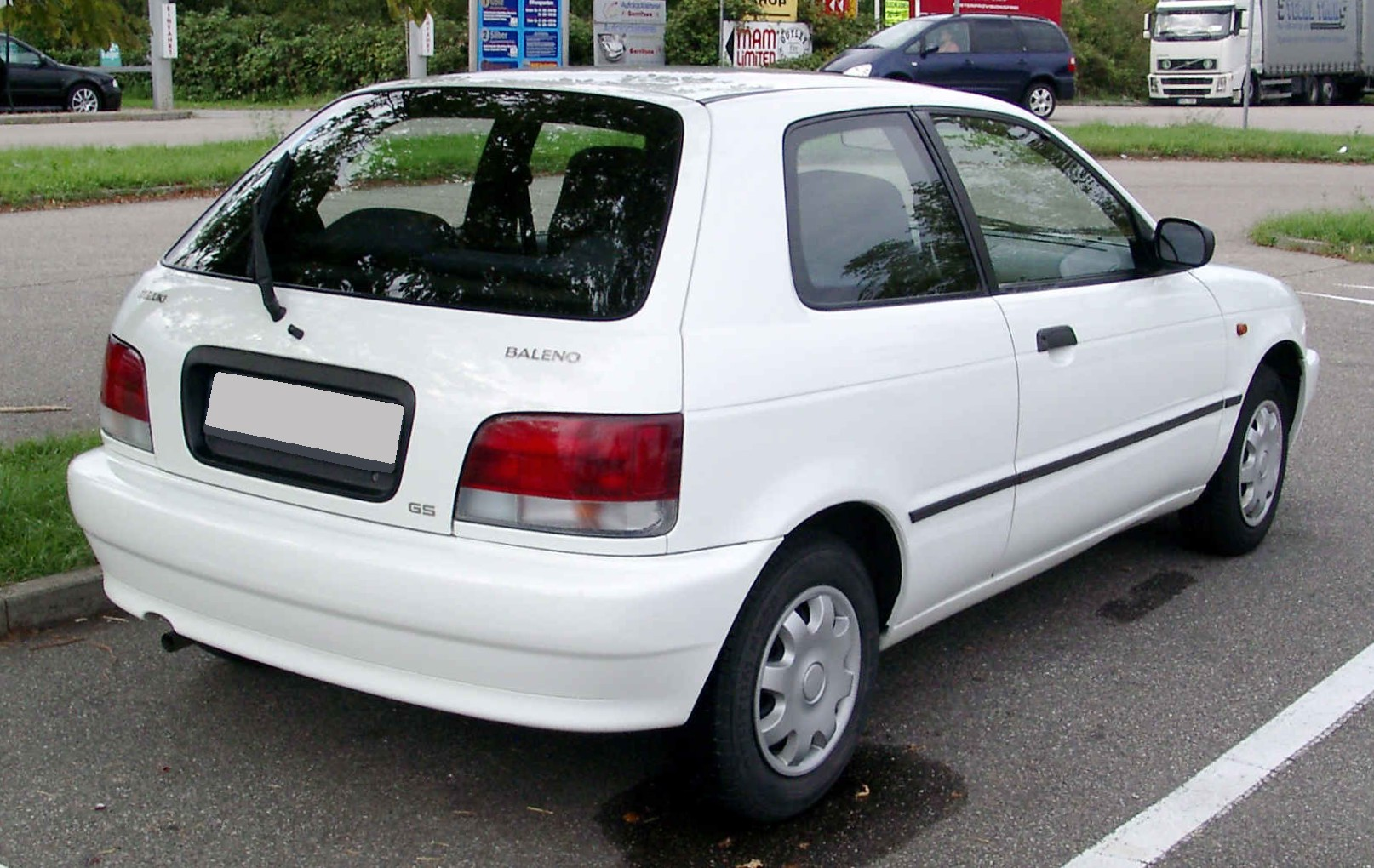
1995–1998 スズキ・バレーノハッチバック（ドイツ）
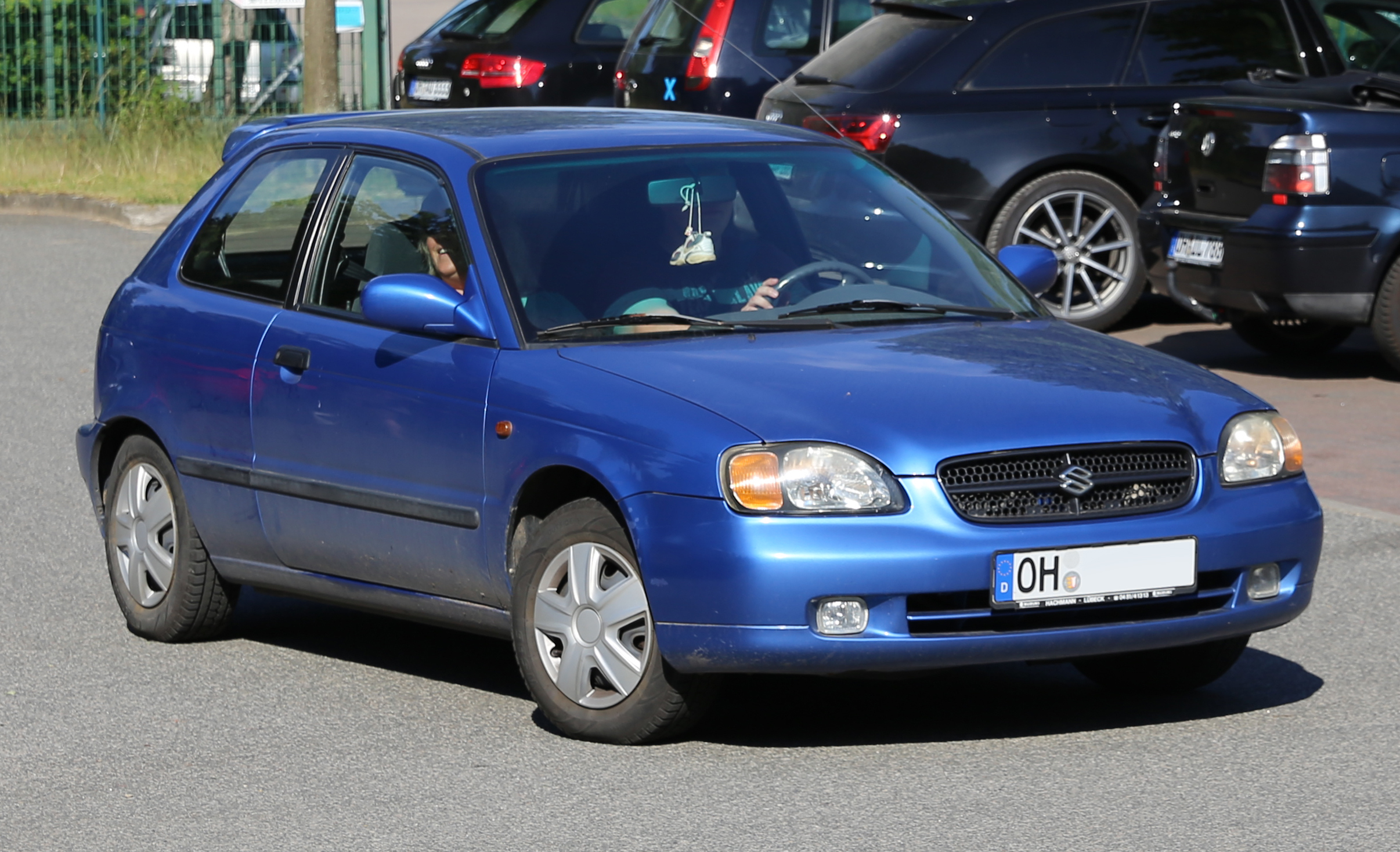
1998–2001 スズキ・バレーノハッチバック（ドイツ）
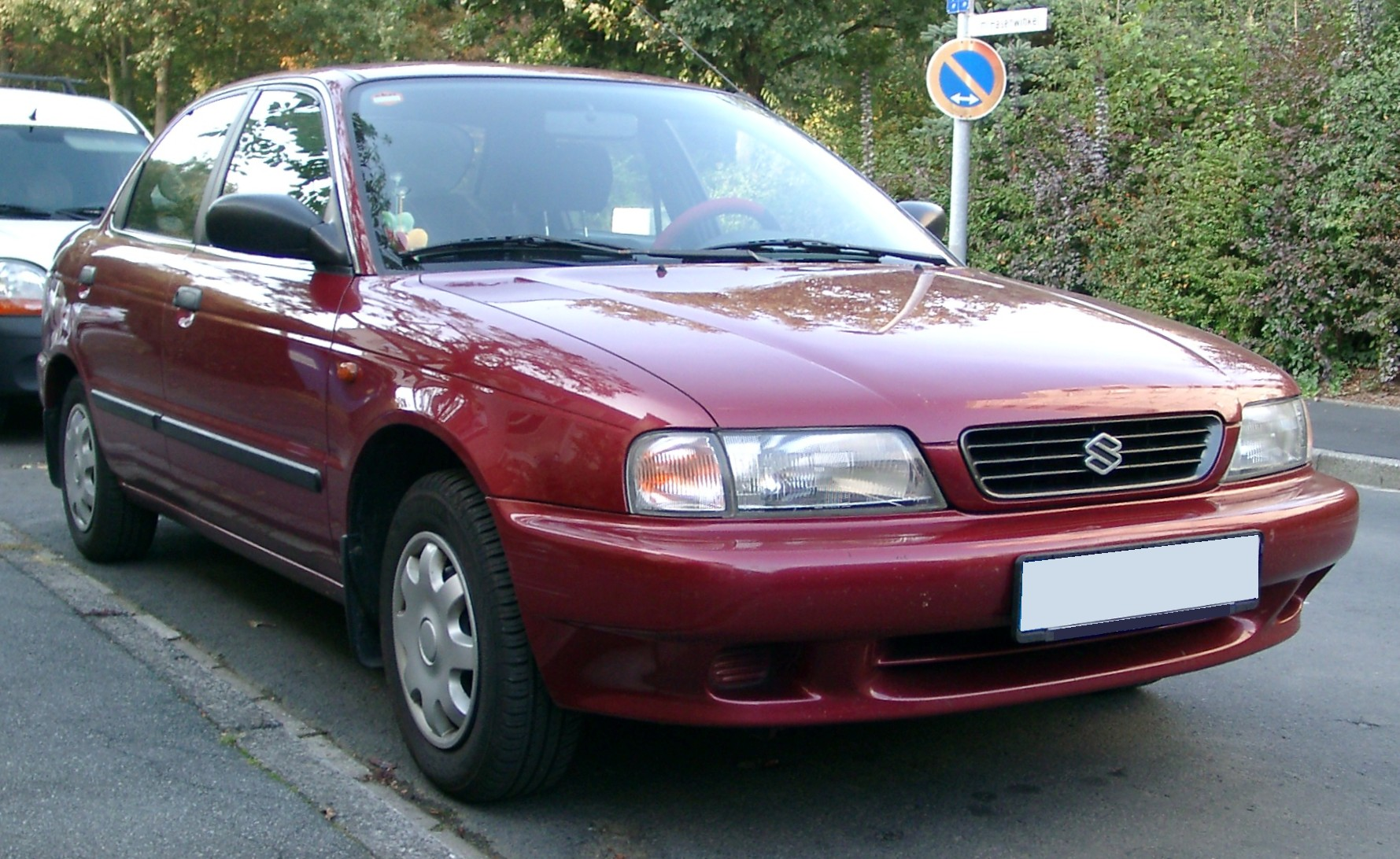
1995–1998 スズキ・バレーノセダン（ドイツ）
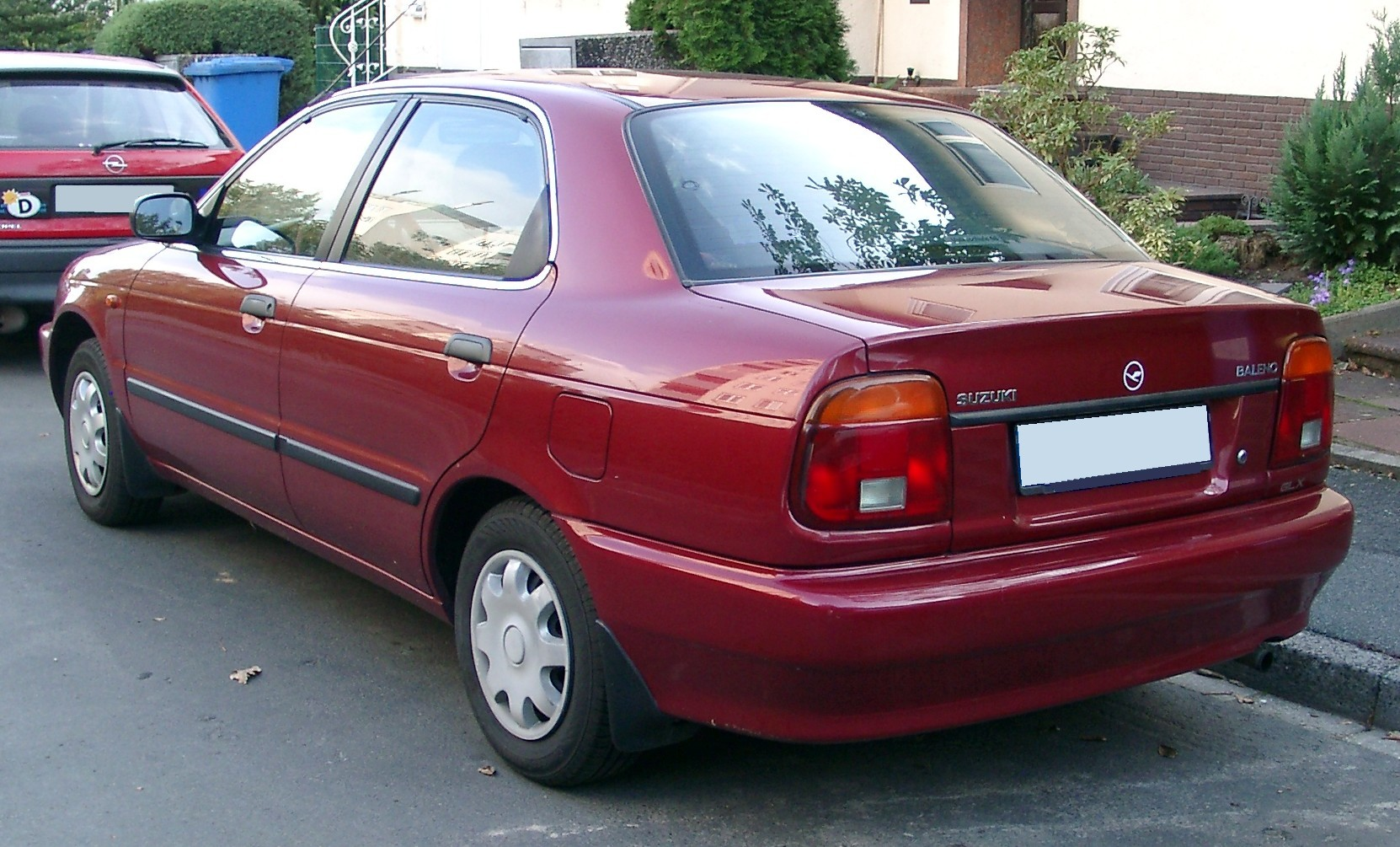
1995–1998 スズキ・バレーノセダン（ドイツ）
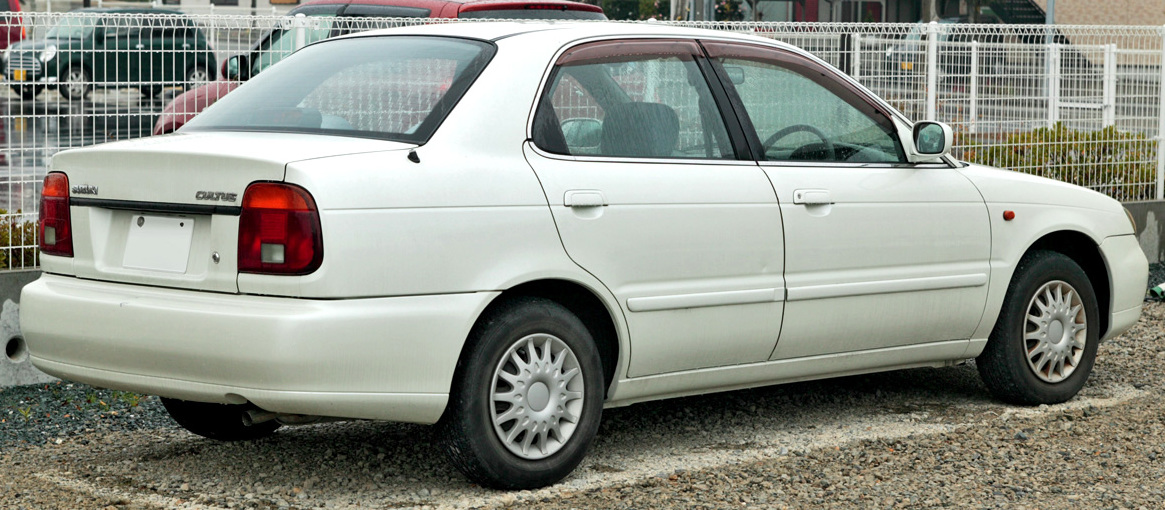
1998–2001 スズキ・カルタスセダン（日本）
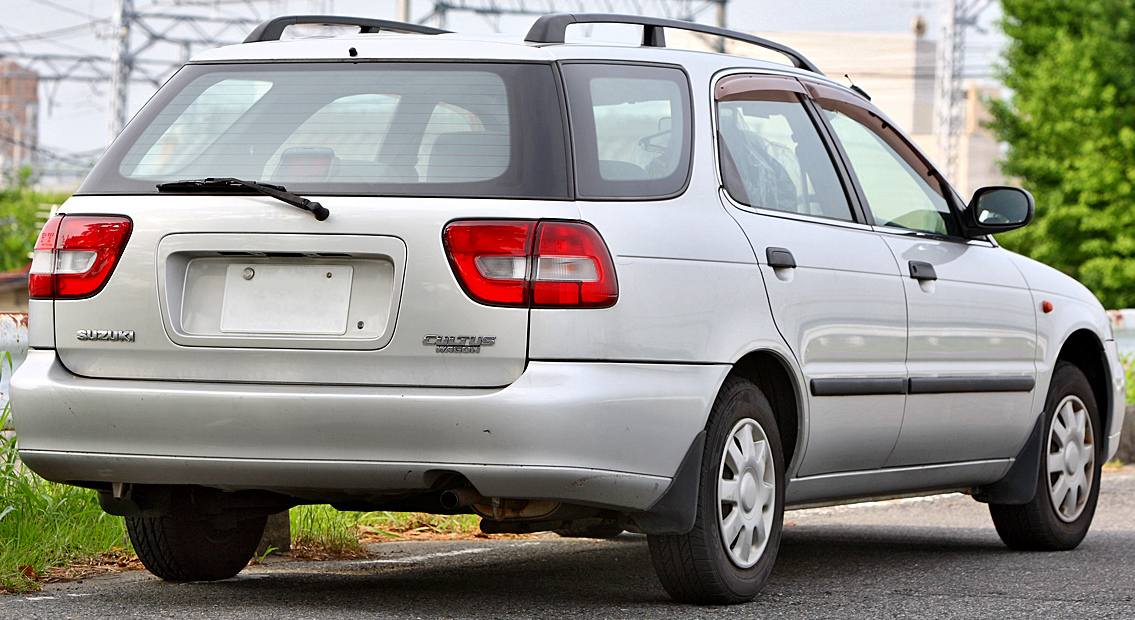
1998–2002 スズキ・カルタスワゴン（日本）
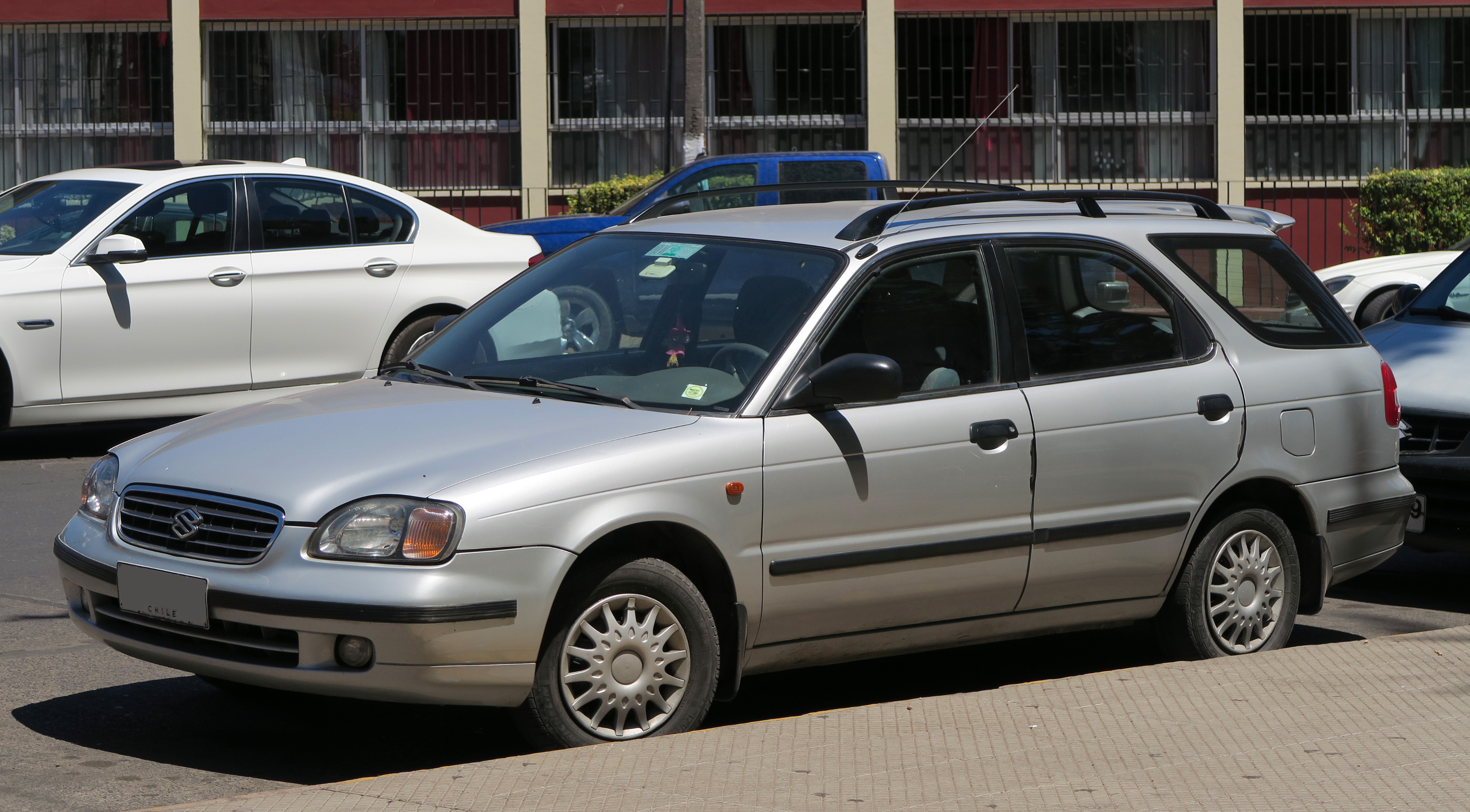
2003 スズキ・バレーノワゴン（チリ）
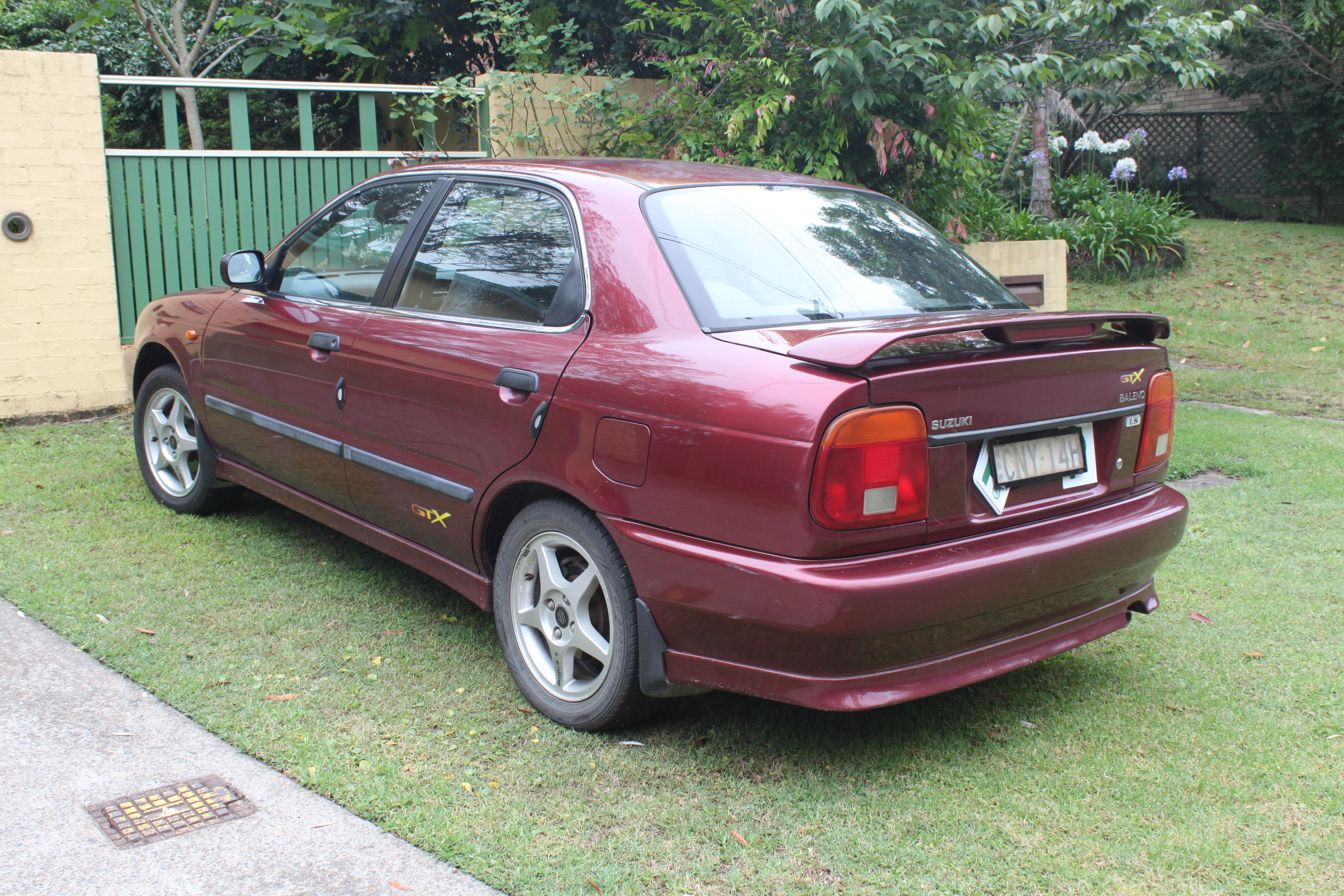
1998 スズキ・バレーノGTXセダン
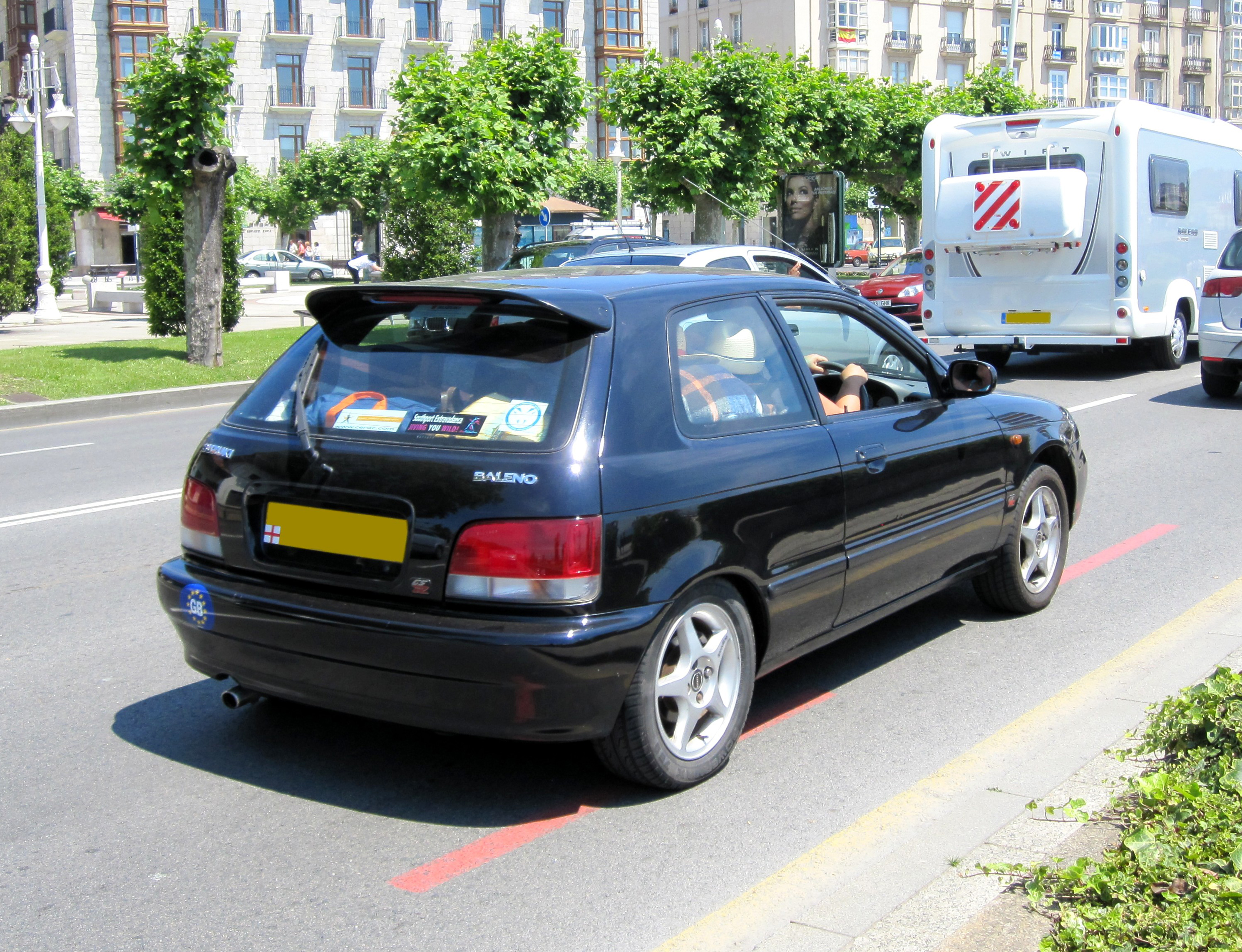
2001 スズキ・バレーノGSRハッチバック